# Powiat Grodziski (Großpolen)
Der Powiat Grodziski ist ein Powiat (Kreis) in der polnischen Woiwodschaft Großpolen. Der Powiat hat eine Fläche von 643,7 km², auf der etwa 52.000 Einwohner leben.
Der Powiat Grodzisk Wlkp. bestand erstmals in den Jahren 1887–1932 (bis 1918 als preußischer Kreis Grätz), damals umfasste er jedoch auch die Gemeinden Opalenica und Buk. Der jetzige Powiat Grodzisk Wielkopolski besteht seit 1999 und zu seinem ersten Landrat wurde Władysław Chwalisz gewählt.

## Gemeinden
Der Powiat umfasst fünf Gemeinden, davon drei Stadt-und-Land-Gemeinden und zwei Landgemeinden.

### Stadt-und-Land-Gemeinden
- Grodzisk Wielkopolski (Grätz)
- Rakoniewice (Rakwitz)
- Wielichowo (Wielichowo)

### Landgemeinden
- Granowo (Granowo)
- Kamieniec (Kamieniec)